# Militärbasis
Eine Militärbasis (auch: Militärstützpunkt) ist ein militärisch genutztes Gelände bzw. Einrichtung; sie dient der Stationierung von Truppen und militärischer Ausrüstung. Entsprechend den vielfältigen Aufgaben und Erscheinungsformen militärischer Einheiten treten auch deren Basen in vielerlei Formen auf. Zu nennen sind insbesondere: Militärische Hauptquartiere, Werften, Militär-Häfen, Behörden, Kasernen, Depots, Arsenale, Truppenübungsplätze, Festungen, Militärflugplätze und andere Luftwaffenstützpunkte, Raketenabschussbasen, Rundfunksender, Lazarette etc.
Bei Militärbasen kann es sich um temporäre Einrichtungen, die nur für die Dauer einer bestimmten Operation aufrechterhalten werden, oder um dauerhafte Stützpunkte handeln. Zu unterscheiden sind Basen, die sich auf dem Territorium des Landes befinden, dessen Truppen auch dort stationiert sind, sowie Basen, die ein Land außerhalb seines Hoheitsgebietes, also in fremden Staaten, unterhält, etwa in verbündeten Nationen oder im Rahmen der Besetzung eines anderen Landes.
Militärbasen sind in aller Regel abgesichert und der Zugang von Zivilisten ist beschränkt oder verboten. Sie sind mit Waffen und Versorgungsgütern ausgestattet und dienen der militärischen Logistik. Zur Versorgung der Truppe enthalten viele Stützpunkte entsprechende Einrichtungen wie Offizierskasinos, Kantinen, Kirchen, Schulen, Krankenhäuser, Einkaufsgelegenheiten und Sportstätten. Militärische Stützpunkte dienen damit häufig auch einer Region als Arbeitgeber, sodass die Auflösung bzw. der Abzug einer solchen Einrichtung auch zu wirtschaftlichen Konsequenzen führt.

## Militärbasen im Ausland
Bei Militärstützpunkten im Ausland wird das Areal meist für viele Jahre vom Aufnahmestaat gepachtet oder anderweitig vertraglich in Besitz genommen. Ein Staat, der eine solche Militärbasis im Ausland unterhält, tut dies meist aus geopolitischen Gründen. Sei es aus Gründen der Machtprojektion, zur Offenhaltung militärischer Optionen oder zur Abschreckung eines Gegners in der betreffenden Region, in der Regel im Rahmen von Militärbündnissen. Als Beispiel hierfür kann die unter der Ägide der USA geschaffene militärische Infrastruktur der NATO in Westdeutschland nach dem Zweiten Weltkrieg dienen. Nach dem Kalten Krieg gingen die USA dazu über, einige Basen in Europa zu schließen und ihre Soldaten auf neu geschaffenen Stützpunkten an anderen latenten Krisenherden zu stationieren.
Eine weitere Grundlage für den Unterhalt von Militärbasen im Ausland sind Aufträge internationaler Organisationen wie der UNO.
Militärbasen fremder Nationen sind häufig umstrittene Objekte in der Bevölkerung des Aufenthaltslandes. Neben der generell vorhandenen Konfrontation von zivilen und militärischen Angelegenheiten tritt eine nationale bzw. kulturelle Komponente hinzu. Auf der anderen Seite sind derartige Stützpunkte wegen ihres militärischen Charakters oft auch Ziel von Demonstrationen von Friedensaktivisten; so stand etwa der US-Raketenstützpunkt Mutlanger Heide in den 1980er Jahren wegen der dort stationierten nuklearen US-Mittelstreckenraketen im Zentrum der Auseinandersetzung um die so genannte Nachrüstung. Aktuell finden jährlich Demonstrationen gegen den US-Stützpunkt Ramstein Air Base statt.